# 伏見税務署
伏見税務署（ふしみぜいむしょ）は、京都府京都市伏見区に所在する税務署。

## 概要
2020年2月現在の所在地は、京都府京都市伏見区鑓屋町であり、管轄区域は伏見区である。

## 敷地について
現在の伏見税務署の敷地は、日本軍が解体されるまで、憲兵隊が使用していた。現在でも、軍用地境界標が残存している。

## アクセス
京阪本線墨染駅から墨染通を疎水が流れている方へ曲がり、京都府道35号線（師団街道）を左に曲がって直進すると、左側にある。
近鉄京都線伏見駅を国道24号線方面から出て、国道24号線沿いに右へ進み、京都府道35号線（師団街道）との交差点を左折する。